# Ralph Doubell
Ralph Douglas Doubell (* 11. února 1945 Melbourne) je bývalý australský atlet, běžec na střední tratě, olympijský vítěz v běhu na 800 metrů z roku 1968.
V olympijském finále v Mexiku v roce 1968 vyrovnal světový rekord časem 1:44,3, který byl dalších 40 let australským rekordem.